# Миле воли диско
Миле воли диско је други студијски албум Лепе Брене и њеног бенда, Слатког греха. Албум је издат за ПГП РТБ 18. новембра 1982.

## О албуму
Као и претходни и овај албум је комплетно урадио Милутин Поповић Захар. На албуму су се највише издвојили хитови Миле воли диско, Дуге ноге и Дама из Лондона. У сврху промоције албума, Лепа Брена и Слатки грех су се појавили у филму Тесна кожа, у којем је Брена отпевала две песме. Поред многобројних духовитих сцена у филму, највише се издвојила она када Срећко Шојић поручује "Лепу Брену за четири особе". 
Албум је продат у тиражу од 780 000 примерака.

## Списак песама
На албуму се налазе следеће песме:
| Бр. | Назив                             | Текст                 | Музика      | Аранжман    | Трајање |
| --- | --------------------------------- | --------------------- | ----------- | ----------- | ------- |
| 1.  | Миле воли диско                   | Милутин Поповић Захар | М. П. Захар | М. П. Захар | 02:55   |
| 2.  | Дуге ноге                         | М. П. Захар           | М. П. Захар | М. П. Захар | 03:09   |
| 3.  | Данас плачем ја, а сутра ћеш ти   | М. П. Захар           | М. П. Захар | М. П. Захар | 02:50   |
| 4.  | Дошло време да се пође            | М. П. Захар           | М. П. Захар | М. П. Захар | 04:05   |
| 5.  | Чини гајле                        | М. П. Захар           | М. П. Захар | М. П. Захар | 02:21   |
| 6.  | Дама из Лондона                   | М. П. Захар           | М. П. Захар | М. П. Захар | 02:55   |
| 7.  | Не постоји јуче, не постоји сутра | М. П. Захар           | М. П. Захар | М. П. Захар | 03:30   |
| 8.  | Овај живот вара нас               | М. П. Захар           | М. П. Захар | М. П. Захар | 03:02   |
| 9.  | Још јуче за тебе дала бих све     | М. П. Захар           | М. П. Захар | М. П. Захар | 02:58   |
| 10. | Илијо, мори бекријо               | М. П. Захар           | М. П. Захар | М. П. Захар | 01:46   |

## Продаја
| Држава          | Највиша позиција на листи | Сертификација  | Продаја  |
| --------------- | ------------------------- | -------------- | -------- |
| СФР Југославија | 1                         | 4x Дијамантски | 780 000+ |

## Информације о албуму
- Продуцент: Петар Гаковић
- Фото: Мића Исаиловић